# 東京電力原発トラブル隠し事件
東京電力原発トラブル隠し事件（とうきょうでんりょくげんぱつトラブルかくしじけん）とは、2002年に発覚した東京電力（以下東電と略）管内の原子力発電所のトラブル記録を意図的に改竄、隠蔽していた事件。
当時の南直哉社長らが引責辞任するに至った事件で、産業界に大きな影響を与えた。

## 概要
一連の不正が発覚したのは「自主点検」と呼ばれる作業。電気事業法五四条に定められた定期点検とは異なる。原子炉等規制法では、自主点検でトラブルが見つかった時も程度に応じて国に報告するよう義務付けられている。
点検作業を行ったアメリカ人技術者の内部告発が切っ掛けで表面化した。しかし東電側は「記憶にない」、「記録にない」と非協力であったため調査は難航した。

## 経緯

### 内部告発
2000年7月、ゼネラル・エレクトリック・インターナショナル社（GEI）から東京電力の福島第一原子力発電所、福島第二原子力発電所、柏崎刈羽原子力発電所の3発電所計13基の点検作業を行ったアメリカ人技術者が通商産業省（現経済産業省）に以下の内容の告発文書を実名で送った。

### 保安院の調査
告発を受け、原子力安全・保安院（以下保安院と略）は事実関係を調査した。2001年1月以降、GEI社員から複数の点検記録の写真も添えられ、信憑性の高い文書も届くようになったが、GEI社員はその後転職。また東電も「記憶にない」、「記録にない」などと非協力的な態度を示したことから調査は非常に難航した。定期点検とは異なって自主点検には資料請求義務はなかった。
しかし2002年2月、GEIが保安院に全面協力を約束する。その結果、東電も不正を認めざるを得なくなった。

### 謝罪・辞任
8月29日、保安院は会見で東電の不正を報告する。その夜、築舘勝利常務が緊急記者会見を行い、「なお未修理のものが現存するが、安全上問題ないことを確認した」と強調。翌日、南直哉社長は記者会見し、「このような疑惑を生じたのは誠に残念で、社会に深くおわびを申し上げる次第です。」と陳謝。また福島第一3号機、柏崎刈羽3号機で予定していたプルサーマル計画を無期限凍結すると発表した。
9月2日、南直哉社長はじめ、社長経験者5人が引責辞任。会見で南社長は福島第一1号機で日本の法律では許可されていない「水中溶接」での傷の修理を認め、発覚を恐れ、改竄したと述べた。「言い訳になってしまうが、どんな小さな傷もあってはならないという基準が、実態に合っていない。」とも述べた。
| 氏名     | 年齢 | 社内の役職          | 財界などの役職                                                               |
| -------- | ---- | ------------------- | ---------------------------------------------------------------------------- |
| 南直哉   | 66歳 | 社長                | 電気事業連合会会長 経済同友会副代表幹事 東京商工会議所資源・エネルギー部会長 |
| 荒木浩   | 71歳 | 会長                | 日本経済団体連合会副会長                                                     |
| 平岩外四 | 88歳 | 相談役              | 日本経済団体連合会名誉会長                                                   |
| 那須翔   | 77歳 | 相談役              | 日本経済団体連合会評議委員会議長                                             |
| 榎本聡明 | 63歳 | 副社長 原子力本部長 |                                                                              |

### 刑事告発
経済産業省は、組織的に改竄が行われていた疑いがあると見て、核原料物質、核燃料物質及び原子炉の規制に関する法律（原子炉等規制法）違反で東電を刑事告発も視野に入れたが、結局厳重注意にとどまった。

## 改竄内容
福島第一原子力発電所、福島第二原子力発電所、柏崎刈羽原子力発電所の原子炉計13基地において、1980年代後半から1990年代にかけて行われた自主点検記録に、部品のひび割れを隠すなどの改竄が29件あった。

### 自主点検作業記録で判明した不正
| 原発                 | 原子炉 | 損傷機器                        | 修理※ |
| -------------------- | ------ | ------------------------------- | ----- |
| 福島第一原子力発電所 | 1号機  | シュラウドなど5箇所             | ○     |
| 福島第一原子力発電所 | 2号機  | シュラウドなど3箇所             | ○     |
| 福島第一原子力発電所 | 3号機  | シュラウド、工具の紛失          | ○     |
| 福島第一原子力発電所 | 4号機  | シュラウドなど2箇所             | △     |
| 福島第一原子力発電所 | 5号機  | シュラウドなど2箇所             | ○     |
| 福島第一原子力発電所 | 6号機  | シュラウドヘッドボルトなど4箇所 | △     |
| 福島第二原子力発電所 | 1号機  | ドライヤー                      | ○     |
| 福島第二原子力発電所 | 2号機  | シュラウドなど2箇所             | ×     |
| 福島第二原子力発電所 | 3号機  | シュラウドなど2箇所             | △     |
| 福島第二原子力発電所 | 4号機  | シュラウドなど2箇所             | ×     |
| 柏崎刈羽原子力発電所 | 1号機  | シュラウドなど2箇所             | △     |
| 柏崎刈羽原子力発電所 | 2号機  | ジェットポンプ                  | ×     |
| 柏崎刈羽原子力発電所 | 5号機  | ジェットポンプ                  | △     |

※　○修理または取り換え、△一部修理、×未修理
いずれも沸騰水型軽水炉で、福島第一、同第二、柏崎刈羽の3原発計13基。炉内の燃料体を取り囲んでいる炉心隔壁（シュラウド=覆い）や、冷却水を炉心に流すジェットポンプなどに関する29件の自主点検作業記録に、不正の疑いが見つかった。不正の疑いのある29件のうち、18件は、すでに機器が交換されたり、修理されたりしているが、残り8基11件については、ひび割れなどが残っている機器が現在も使われている可能性がある。
その後の調査では、2002年1月にも同様のひび割れを二重に隠蔽して虚偽報告していた可能性も高まった。福島第二原発4号機のシュラウドの「中間部胴」と「中間部リング」の溶接部にある2本のひび割れ。

### 東電社内報告書
東電側は9月15日、内部調査結果をまとめた百数十ページの報告書を提出。隠蔽29件のうち東電側が「不適切」と判断したのは16件で、残り13件は不適切ではないと判断した。
| 発電所               | 原子炉 | 設備                     | 内容                                                         | 保安院の評価※ |
| -------------------- | ------ | ------------------------ | ------------------------------------------------------------ | ------------- |
| 福島第一原子力発電所 | 1号機  | シュラウド               | ひびを報告せず                                               | A             |
| 福島第一原子力発電所 | 1号機  | 蒸気乾燥器               | ひびの発見日を改竄                                           | A             |
| 福島第一原子力発電所 | 1号機  | 炉心スプレースパージャー | 補修箇所を黒く塗って偽装                                     | B             |
| 福島第一原子力発電所 | 1号機  | ジェットポンプ管         | ひびの発見日を改竄                                           | D             |
| 福島第一原子力発電所 | 2号機  | シュラウド               | ひびの一部しか報告せず。ひび部分に金属板を立てかけて隠蔽     | A             |
| 福島第一原子力発電所 | 3号機  | シュラウド               | ひびの兆候報告せず                                           | A             |
| 福島第一原子力発電所 | 4号機  | シュラウド               | ひびの兆候報告せず                                           | B             |
| 福島第一原子力発電所 | 4号機  | 炉心モニターハウジング   | ひびを「異常なし」と虚偽報告。点検記録の改竄をメーカーに指示 | B             |
| 福島第一原子力発電所 | 5号機  | シュラウド               | ひびを報告せず                                               | A             |
| 福島第一原子力発電所 | 5号機  | アクセスホールカバー     | 締まりきっていないボルトの存在を報告せず                     | C             |
| 福島第一原子力発電所 | 6号機  | アクセスホールカバー     | ひびを隠して補修                                             | D             |
| 福島第二原子力発電所 | 1号機  | 蒸気乾燥器               | 溶接の日時を改竄                                             | D             |
| 福島第二原子力発電所 | 2号機  | シュラウド               | ひびの兆候を報告せず                                         | B             |
| 福島第二原子力発電所 | 3号機  | シュラウド               | ひびの兆候を報告書に記載したいとのGEの要請を拒否             | A             |
| 福島第二原子力発電所 | 4号機  | シュラウド               | ひびの兆候を報告せず                                         | B             |
| 柏崎刈羽原子力発電所 | 1号機  | シュラウド               | ひびの兆候を報告せず                                         | C             |

※A=法令違反の疑い　B=通達違反などの疑い　C=不適切　D=問題なし

## 反応
経済産業省の村田成二事務次官は「事実公表まで二年かかったのは長すぎる。」と保安院を非難。
福島県の佐藤栄佐久知事は「二年間も情報開示しなかった経産省の責任は非常に重い。」として国の責任も言及した。また、佐藤は福島原発の技術者や作業員から県に寄せられた内部告発をまとめた「福島原発の真実」を2011年6月に上梓した。
国会でも民主党の菅直人幹事長（当時）は、「内部告発が2年間も放置されていたのは問題だ。国会で閉会中審査を開き、国民に説明すべきだ。」と述べ、東電関係者の参考人聴取も辞さない考えを示した。9月10日の次の内閣閣議で東電問題対策委員会（大畠章宏委員長）を設置した。
日本共産党も調査団（吉井英勝委員長）を福島第二に派遣。「原子力基本法の原点に立ち返り、情報を全面公開すべきだ。」と求めた。

## 夏の電力不足危機
一連の事件による原子力発電所の運転中止により、翌年夏は電力不足の危機に見舞われたが、運転停止中の横須賀火力発電所5基（1960年代に運転開始し、当時福島第一と比較しても10年程度古い設備だった）を再稼動させ乗り切った。